# Площево (Пинский район)
Площево (бел. Плошчава) — деревня в Пинском районе Брестской области, Белоруссия. Входит в состав Каллауровичского сельсовета. Население — 12 жителей (2019 год).
Деревня находится на небольшой возвышенности, отсюда и название (плошча — площадь). Со всех сторон окружена болотами Полесской низменности. Земли, расположенные вокруг деревни, входят в состав заказника Средняя Припять.

## География
Расположена в 24 км восточнее от Пинска, в 250 м от гидроузла № 11, в 1,5 км от устья реки Ясельда, где она впадает в реку Припять. В 2 км севернее находится деревня Кудричи.

## История
Во время 1-й мировой войны проходила линия русско-немецкая линия фронта. В 1 км севернее деревни частично сохранились артиллерийские капониры русской батареи.
В годы Великой Отечественной войны деревня была оккупирована гитлеровскими войсками в июле 1941 года. На болотах возле деревни располагался штаб подпольного райкома комсомола. В конце 1942 года оккупационными войсками было запланировано уничтожение деревни вместе с жителями, однако местное население было вовремя предупреждено подпольщиками о карательной операции и оставило деревню, но деревня была сожжена. Освобождена в 14 августа 1943 года. В 70-е годы в память о была увековечена в виде памятника-стелы, расположенной на участке, где ранее располагалась поселковая школа.
Во время мелиорации Белорусского Полесья в 70-е годы XX века, основная часть болот была осушена, земли были использованы для сельскохозяйственных угодий, но сама деревня расположенная на острове была окружена со всех сторон болотами. В 1993 году к деревне проложена грунтовая автодорога с улучшенным покрытием направлением Пинск-Почепово-Кудричи-Площево-Курадово, до этого сообщение осуществлялось только речным транспортом или по паромной переправе с правого берега реки Припять, где расположена деревня Качановичи.
Благодаря тому, что деревня долгое время находилась отрезанной от автомобильного сообщения, на болотах вокруг сохранился уникальный микроклимат, а в самой деревне этнографический колорит. Здесь до сих пор можно увидеть крытые чаротом (тростником) крыши строений.

## Знаменитые земляки
- Алесь Бибицкий — белорусский поэт, долгое время работал в Площево директором местной школы.

- Фёдор Иванович Клюка — до 1999 года заместитель министра министерства чёрной металлургии России. Владелец Стойленского ГОК. В 2003 году входил в список Forbes 100 богатейших людей России.